# 타카무라 마모루
타카무라 마모루(鷹村 守)는 《더 파이팅》에 등장하는 등장 인물으로, 투니버스 더빙판 이름은 '천만우'.

## 담당 성우
코야마 리키야 / 이정구

## 소개
신장 185.4cm의 엄청난 거구로 카모가와 짐 소속의 간판 복서. 도라에몽의 만퉁퉁처럼 고릴라를 닮았으며, 제 멋대로 행동하는 점이랑 자신을 고릴라라고 부르는 사람을 보고 욱하는 성질은 닮았지만, 성우는 다르다. 괴롭힘(이지메) 당하는 마쿠노우치 잇뽀를 구해줘 잇뽀에게 권투를 가르친 장본인으로, 처음에 마쿠노우치 잇뽀를 포기시키려고 1주일 안에 10개의 나뭇잎을 잡으라는 말도 안되는 미션을 시켰는데, 잇뽀가 성공을 하게 되어 카모가와 짐으로 초대한다. 맨 손으로 곰을 빈사상태가 될 때까지 때려 잡았으나, 굶주린 아기 곰들의 울음소리를 듣고 놓아준다. 그 빈사상태인 곰을 네코타 긴파치가 발견해 바로 총으로 쏴서 곰전골을 만들게 됐는데 이 사실을 알게 되자 네코타 긴파치의 멱살을 잡으며 분노하고 눈물을 흘리며 전골을 먹게 된다.